# 別列贊卡 (涅任區)
51°5′59″N 31°58′45″E / 51.09972°N 31.97917°E
別列贊卡（烏克蘭語：Березанка）是位於烏克蘭北部切爾尼希夫州裏尼任區的村莊，始建於1600年，面積1.2平方公里，海拔高度126米，2001年人口241，人口密度每平方公里201.67人。